# Saint-Émilion
Pour les articles homonymes, voir Saint-Émilion (homonymie).
Saint-Émilion (en gascon : Sent Milion) est une commune du Sud-Ouest de la France, située dans le département de la Gironde en région Nouvelle-Aquitaine. Ses habitants sont appelés les Saint-Émilionnais.
Au cœur du pays du Libournais, dans une région de collines viticoles, cette cité médiévale de 1 689 habitants (en 2022) est campée sur une éminence calcaire et est située au carrefour du Bordelais, de la Saintonge et du Périgord.
Site touristique de premier plan — 1 000 000 personnes en moyenne la visitent chaque année — elle possède une importante parure monumentale (ermitage, église monolithe, église collégiale, palais des archevêques, immeubles cossus et restes de fortifications) qui se décline au gré de ruelles tortueuses (appelées « tertres ») et de placettes ombragées, et jouit de la renommée de son patrimoine œnologique (vignoble de Saint-Émilion) et gastronomique (macarons, pâtés, foies gras).
Plusieurs manifestations s'y déroulent chaque année dont Philosophia, événement tout public autour de la philosophie créé en 2007 par le metteur en scène et scénographe, Eric Le Collen, s'inspirant du festival de philosophie de Modène,.
La cité médiévale (et sa « juridiction ») est inscrite au patrimoine mondial de l'humanité par l'Unesco depuis 1999. Elle constitue « l’exemple remarquable d'un paysage viticole historique qui a survécu intact » et « illustre de manière exceptionnelle la culture intensive de la vigne à vin dans une région délimitée avec précision » (critères d’inscription retenus par l’Unesco en décembre 1999 dans la catégorie Paysages culturels). La ville a également servi d'inspiration à la firme de jeux vidéo Squaresoft pour les décors de Vagrant Story, sorti en 2000 sur Playstation.

## Géographie

### Localisation

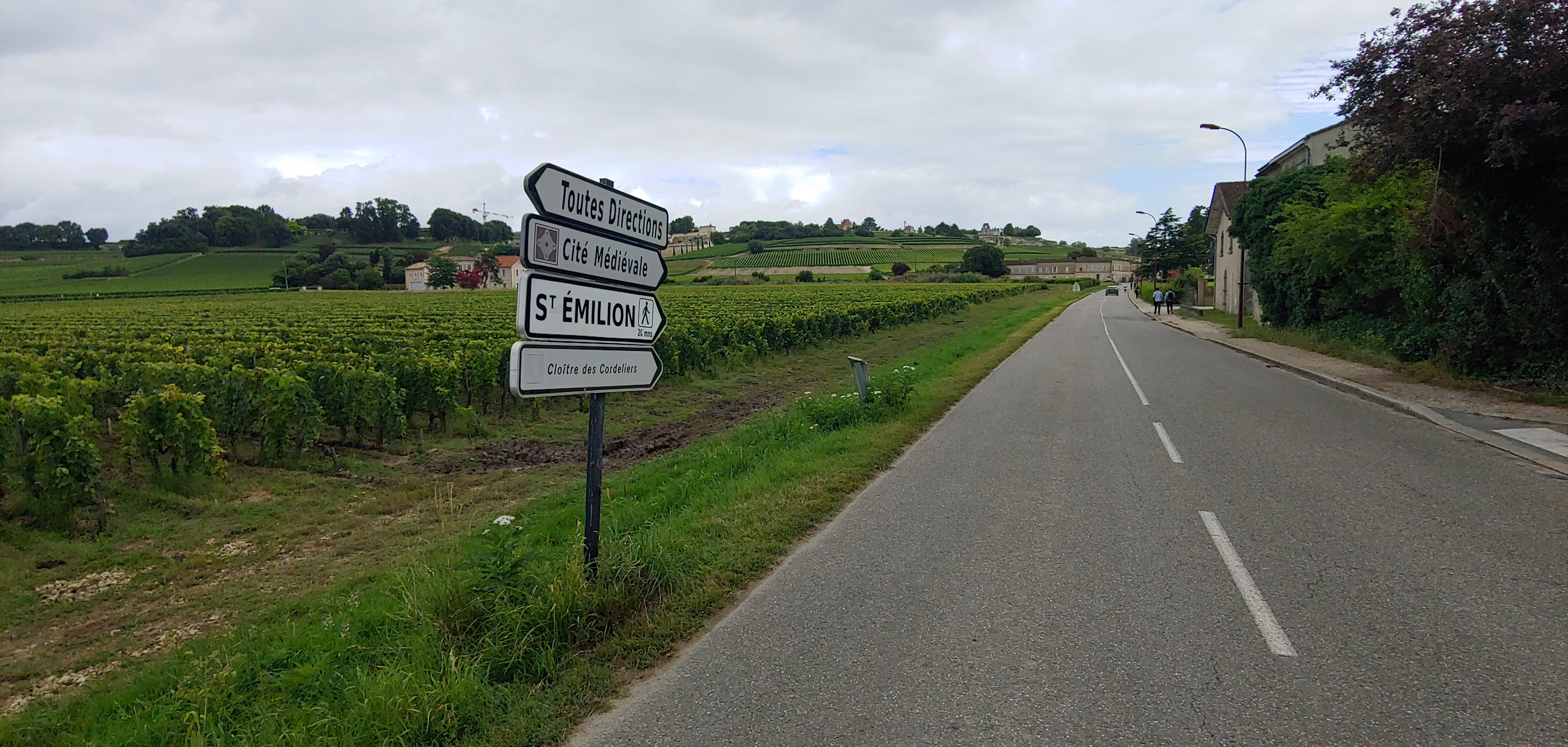
Panneaux routiers indiquant Saint Emilion

Saint-Émilion, vue depuis la « tour du Roi ».

Le village est situé sur les coteaux entre la Dordogne et l'Isle et entre Libourne et Castillon-la-Bataille.
Entre vignes et cours d’eau, le long de coteaux boisés et de routes pittoresques, la juridiction de Saint-Émilion s’étire sur 75 km2 autour d’une cité médiévale particulièrement bien préservée. C’est un ensemble de huit villages organisés et unis dès le Moyen Âge autour de la commune libre de Saint-Émilion. Son étendue géographique d’environ 7 846 ha correspond majoritairement à l'actuelle aire des appellations viticoles saint-émilion et saint-émilion grand cru, regroupant près de 800 propriétés (« châteaux ») viticoles.
Les terroirs se répartissent en cinq grands ensembles imbriqués les uns dans les autres. Au centre de l’aire d’appellation se trouve un plateau calcaire et argilo-calcaire où, en de nombreux endroits, la roche n’est recouverte que d’une fine couche de terre. La côte, largement plantée en vignes malgré la pente, et le pied de côte, plus argileux. La vallée qui s’étend jusqu’à la Dordogne, constituée de sols sablo-limoneux et sablo-graveleux. Enfin, le glacis sableux qui recouvre le nord-ouest de la zone d’appellation se termine vers les graves de Pomerol par une soixantaine d’hectares de terrain graveleux.
C'est dans la commune que se trouve le « zéro » du système de coordonnées géographiques suisse[réf. nécessaire].

### Communes limitrophes
Les communes limitrophes sont  Libourne, Montagne, Moulon, Néac, Pomerol, Saint-Christophe-des-Bardes, Saint-Laurent-des-Combes, Saint-Sulpice-de-Faleyrens et Vignonet.
| Pomerol                    | Néac (par un quadripoint) | Montagne                    |
| Libourne, Moulon           | Saint-Émilion             | Saint-Christophe-des-Bardes |
| Saint-Sulpice-de-Faleyrens | Vignonet                  | Saint-Laurent-des-Combes    |

### Climat
Le climat qui caractérise la commune est qualifié, en 2010, de « climat océanique altéré », selon la typologie des climats de la France qui compte alors huit grands types de climats en métropole. En 2020, la commune ressort du même type de climat dans la classification établie par Météo-France, qui ne compte désormais, en première approche, que cinq grands types de climats en métropole. Il s’agit d’une zone de transition entre le climat océanique, le climat de montagne et le climat semi-continental. Les écarts de température entre hiver et été augmentent avec l'éloignement de la mer. La pluviométrie est plus faible qu'en bord de mer, sauf aux abords des reliefs.
Les paramètres climatiques qui ont permis d’établir la typologie de 2010 comportent six variables pour les températures et huit pour les précipitations, dont les valeurs correspondent à la normale 1971-2000. Les sept principales variables caractérisant la commune sont présentées dans l'encadré ci-après.
| Paramètres climatiques communaux sur la période 1971-2000 - Moyenne annuelle de température : 13,5 °C - Nombre de jours avec une température inférieure à −5 °C : 1,2 j - Nombre de jours avec une température supérieure à 30 °C : 6,5 j - Amplitude thermique annuelle : 14,7 °C - Cumuls annuels de précipitation : 838 mm - Nombre de jours de précipitation en janvier : 11,3 j - Nombre de jours de précipitation en juillet : 6,7 j |

Avec le changement climatique, ces variables ont évolué. Une étude réalisée en 2014 par la Direction générale de l'Énergie et du Climat complétée par des études régionales prévoit en effet que la  température moyenne devrait croître et la pluviométrie moyenne baisser, avec toutefois de fortes variations régionales. La station météorologique de Météo-France installée sur la commune et mise en service en 1995 permet de connaître l'évolution des indicateurs météorologiques. Le tableau détaillé pour la période 1981-2010 est présenté ci-après.
| Mois                                  | jan.          | fév.          | mars          | avril           | mai           | juin         | jui.         | août          | sep.          | oct.            | nov.          | déc.          | année     |
| ------------------------------------- | ------------- | ------------- | ------------- | --------------- | ------------- | ------------ | ------------ | ------------- | ------------- | --------------- | ------------- | ------------- | --------- |
| Température minimale moyenne (°C)     | 2,9           | 3,1           | 5             | 7,4             | 11            | 13,6         | 14,9         | 14,8          | 11,4          | 9,6             | 5,2           | 3             | 8,5       |
| Température moyenne (°C)              | 6,4           | 7,4           | 10,1          | 12,8            | 16,6          | 19,9         | 21,3         | 21,3          | 17,8          | 14,9            | 9,2           | 6,4           | 13,7      |
| Température maximale moyenne (°C)     | 9,8           | 11,6          | 15,3          | 18,3            | 22,2          | 26,1         | 27,6         | 27,7          | 24,2          | 20,1            | 13,2          | 9,8           | 18,9      |
| Record de froid (°C) date du record   | −8,3 13.01.03 | −12 09.02.12  | −9 01.03.05   | −1,8 04.04.1996 | 2,2 05.05.19  | 5,6 01.06.06 | 7,1 02.07.12 | 6,2 31.08.10  | 2,9 25.09.02  | −5,6 30.10.1997 | −8 17.11.07   | −9,7 17.12.01 | −12 2012  |
| Record de chaleur (°C) date du record | 18,6 28.01.02 | 24,7 27.02.19 | 26,3 20.03.05 | 30,8 30.04.05   | 35,5 30.05.01 | 39 22.06.03  | 40 23.07.19  | 41,3 04.08.03 | 36,4 03.09.05 | 30,8 03.10.11   | 25,2 07.11.15 | 19,4 08.12.10 | 41,3 2003 |
| Précipitations (mm)                   | 73,2          | 60,6          | 56,9          | 73,7            | 72,4          | 43,4         | 53,7         | 59,8          | 67,3          | 61,6            | 98,5          | 81            | 802,1     |

### Milieux naturels et biodiversité

#### Natura 2000
La Dordogne est un site du réseau Natura 2000 limité aux départements de la Dordogne et de la Gironde, et qui concerne les 104 communes riveraines de la Dordogne, dont Saint-Émilion,. Seize espèces animales et une espèce végétale inscrites à l'annexe II de la directive 92/43/CEE de l'Union européenne y ont été répertoriées.

#### Zone naturelle d'intérêt écologique, faunistique et floristique
Saint-Émilion fait partie des 102 communes concernées par la zone naturelle d'intérêt écologique, faunistique et floristique (ZNIEFF) de type II « La Dordogne »,, dans laquelle ont été répertoriées huit espèces animales déterminantes et cinquante-sept espèces végétales déterminantes, ainsi que quarante-trois autres espèces animales et trente-neuf autres espèces végétales.

## Urbanisme

### Typologie
Au 1er janvier 2024, Saint-Émilion est catégorisée commune rurale à habitat dispersé, selon la nouvelle grille communale de densité à sept niveaux définie par l'Insee en 2022.
Elle appartient à l'unité urbaine de Libourne, une agglomération intra-départementale regroupant dix  communes, dont elle est une commune de la banlieue,,. Par ailleurs la commune fait partie de l'aire d'attraction de Libourne, dont elle est une commune de la couronne,. Cette aire, qui regroupe 24 communes, est catégorisée dans les aires de 50 000 à moins de 200 000 habitants,.

### Occupation des sols

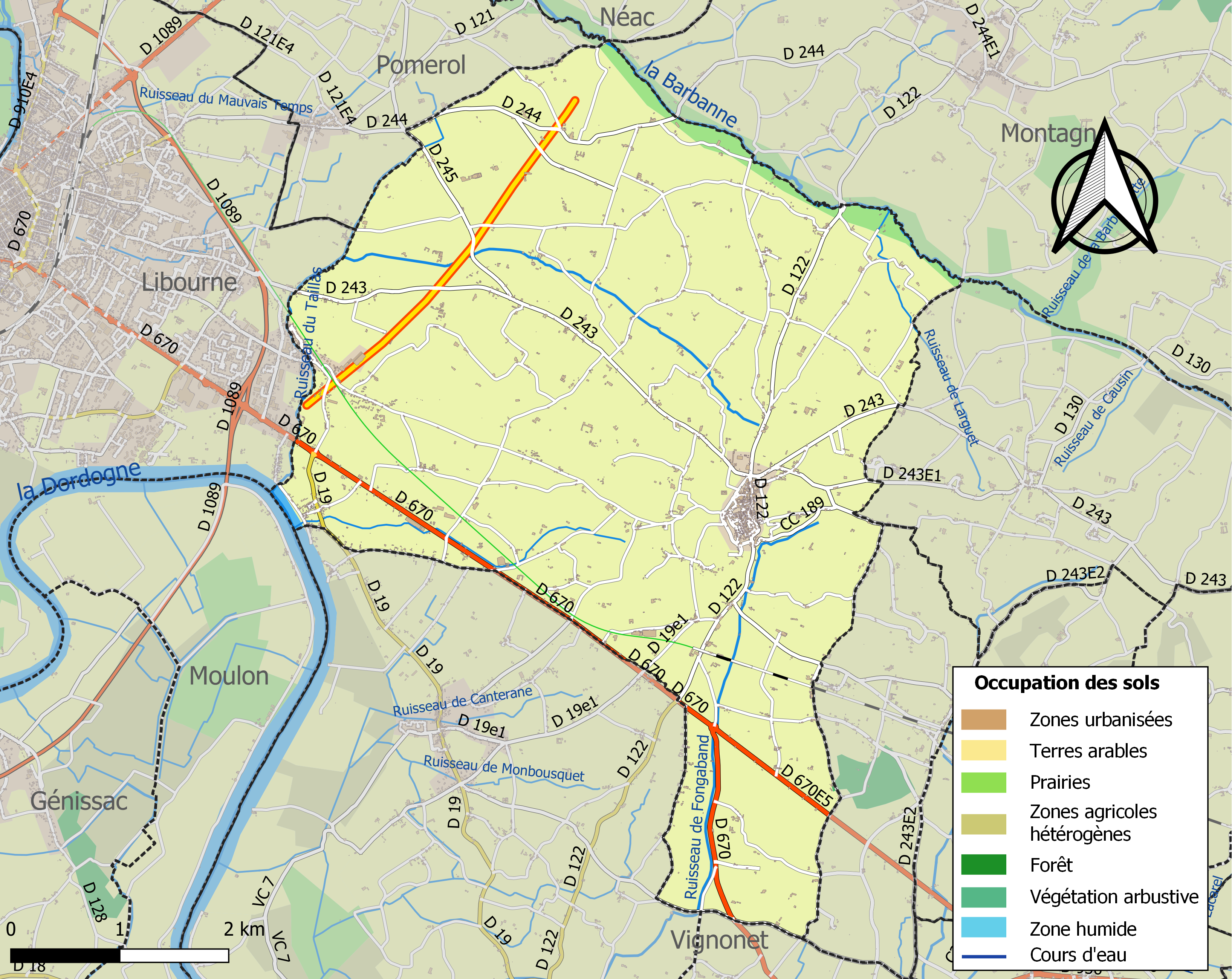
Carte des infrastructures et de l'occupation des sols de la commune en 2018 (CLC).

L'occupation des sols de la commune, telle qu'elle ressort de la base de données européenne d’occupation biophysique des sols Corine Land Cover (CLC), est marquée par l'importance des territoires agricoles (98,3 % en 2018), une proportion sensiblement équivalente à celle de 1990 (98,7 %). La répartition détaillée en 2018 est la suivante : 
cultures permanentes (96,5 %), prairies (1,8 %), zones urbanisées (1,6 %), eaux continentales (0,2 %). L'évolution de l’occupation des sols de la commune et de ses infrastructures peut être observée sur les différentes représentations cartographiques du territoire : la carte de Cassini (XVIIIe siècle), la carte d'état-major (1820-1866) et les cartes ou photos aériennes de l'IGN pour la période actuelle (1950 à aujourd'hui).

### Risques majeurs
Le territoire de la commune de Saint-Émilion est vulnérable à différents aléas naturels : météorologiques (tempête, orage, neige, grand froid, canicule ou sécheresse), inondations, mouvements de terrains et séisme (sismicité faible). Il est également exposé à un risque technologique, la rupture d'un barrage. Un site publié par le BRGM permet d'évaluer simplement et rapidement les risques d'un bien localisé soit par son adresse soit par le numéro de sa parcelle.

#### Risques naturels
Certaines parties du territoire communal sont susceptibles d’être affectées par le risque d’inondation par débordement de cours d'eau, notamment la Dordogne et la Barbanne. La commune a été reconnue en état de catastrophe naturelle au titre des dommages causés par les inondations et coulées de boue survenues en 1982, 1983, 1991, 1993, 1995, 1999, 2004, 2008 et 2009,.
Les mouvements de terrains susceptibles de se produire sur la commune sont des affaissements et effondrements liés aux cavités souterraines (hors mines) et des éboulements, chutes de pierres et de blocs. Par ailleurs, afin de mieux appréhender le risque d’affaissement de terrain, un inventaire national permet de localiser les éventuelles cavités souterraines sur la commune.

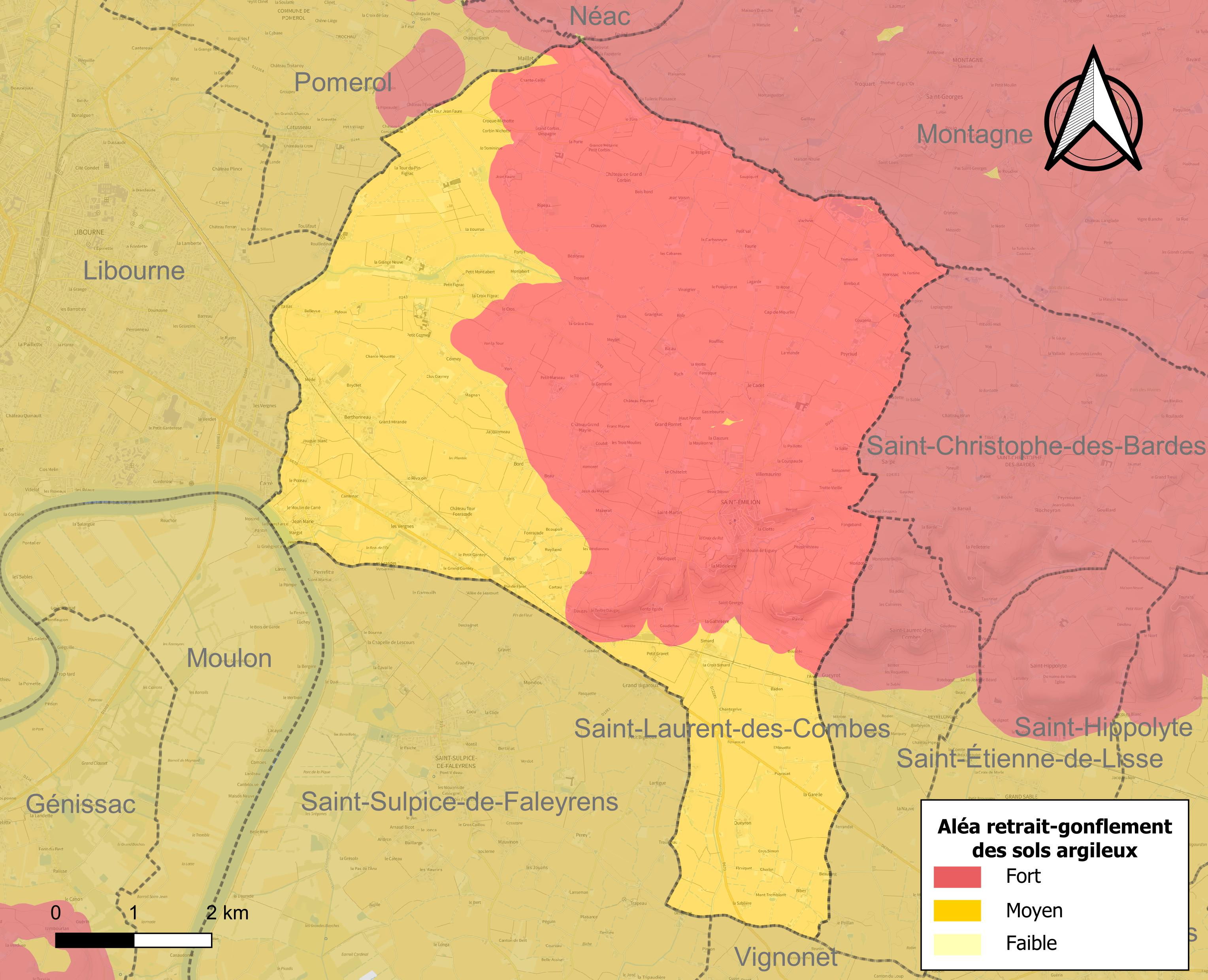
Carte des zones d'aléa retrait-gonflement des sols argileux de Saint-Émilion.

Le retrait-gonflement des sols argileux est susceptible d'engendrer des dommages importants aux bâtiments en cas d’alternance de périodes de sécheresse et de pluie. La totalité de la commune est en aléa moyen ou fort (67,4 % au niveau départemental et 48,5 % au niveau national). Sur les 1 093 bâtiments dénombrés sur la commune en 2019, 1 093 sont en aléa moyen ou fort, soit 100 %, à comparer aux 84 % au niveau départemental et 54 % au niveau national. Une cartographie de l'exposition du territoire national au retrait gonflement des sols argileux est disponible sur le site du BRGM,.
Concernant les mouvements de terrains, la commune a été reconnue en état de catastrophe naturelle au titre des dommages causés par des mouvements de terrain en 1999.

#### Risques technologiques
La commune est en outre située en aval du  barrage de Bort-les-Orgues, un ouvrage sur la Dordogne de classe A soumis à PPI, disposant d'une retenue de 477 millions de mètres cubes. À ce titre elle est susceptible d’être touchée par l’onde de submersion consécutive à la rupture de cet ouvrage.

## Histoire

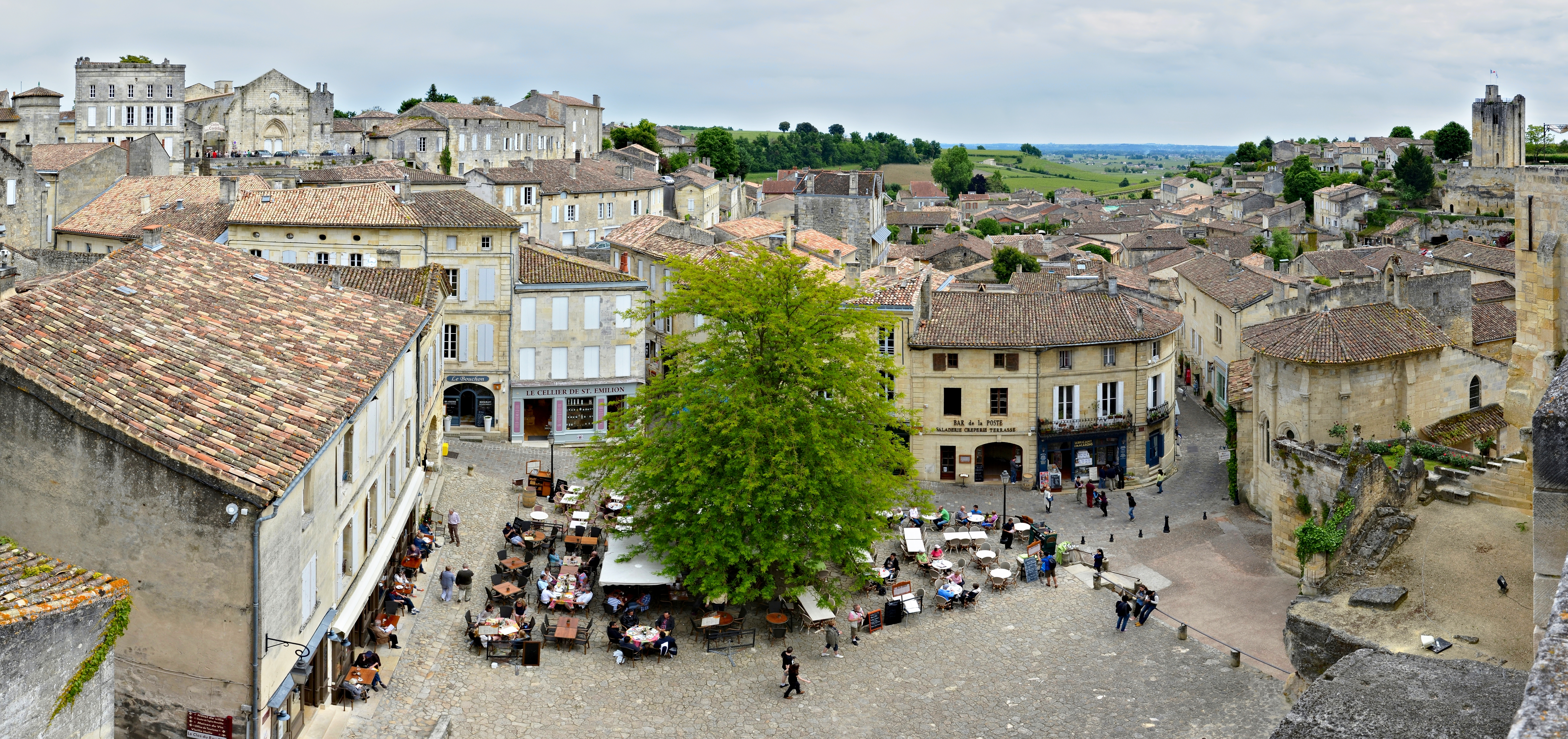
La place principale vue de l'église monolithe en 2013

Le site présente des traces d’occupation dès 35000 avant notre ère.
Une villa gallo-romaine a également existé en bas du coteau destinant le site à la culture de la vigne et plus généralement, certains sources mentionnent un oppidum gaulois. En attestent divers éléments de mosaïques découverts au lieu-dit Le Palat.
Au VIIIe siècle, un moine breton natif de Vannes nommé Émilion choisit comme lieu de retraite Ascumbas (ancien nom du site de Saint-Émilion). Cet homme, remarqué pour sa charité, quitta sa famille et sa Bretagne natale pour s'enfermer dans un cloître, suivant la direction vers l'Espagne. La fatigue l'obligea de s'arrêter à Saujon, dans un monastère de l'Ordre de Saint Benoît, où il exerça comme boulanger. Poursuivant son idée de vivre dans la plus profonde solitude, Emilion quitta le monastère et vint se fixer dans la forêt de Cumbis. Il s'installa dans une falaise où il creusa un ermitage troglodyte. Ce fut autour de l'Ermitage de Saint-Emilion que se groupèrent les premières masures.
Son nom fut donné en Côtes-d'Armor à l'église édifiée au XVe siècle à Loguivy-Plougras (Plougras étant la commune mère, autrefois "Plou-Croas", la paroisse de la Croix, et Loguivy étant une trève en dépendant). Une statue de Sant Milion fut placée dans le cœur de cette église : aux pieds du moine trois gros pains ronds destinés aux pauvres (les "sacavins" du vignoble bordelais viennent parfois l'honorer lors de la fête patronale, mais ici c'est la rivière qui porte le nom de Saint-Emilion[réf. nécessaire]).
Économe au prieuré de Saujon, en Saintonge, remarqué pour sa grande vertu, Émilion finit par se retirer dans la forêt des Combes qui recouvre alors l’actuel site de Saint-Émilion.
Par ses miracles et sa générosité, sa renommée rayonna par-delà la vallée et de nombreux disciples le rejoignirent. Durant dix-sept ans, Émilion évangélisa la population, créant ainsi un site monastique qui prit son nom après sa mort. Une communauté de moines bénédictins géra l’accès à ce lieu de pèlerinage jusqu’en 1110, date à laquelle une réforme engagée par l’évêque de Bordeaux à la suite des relâchements de la communauté permit l’installation d’un chapitre de chanoines augustins.
La ville se construisit au long du Moyen Âge et fut fermée par des remparts dès le début du XIIIe siècle. Elle passa entre les mains de Jean sans Terre, de Louis VIII, Philippe le Bel, et d'autres au cours des siècles. Ses privilèges particuliers furent également renouvelés à de nombreuses reprises jusqu'au XVe siècle après avoir été institués par Jean sans Terre en 1199 : Édouard Ier en 1289, Édouard II en 1312, Édouard III en 1341 et 1357.
En novembre 1461, par ses lettres patentes, le roi Louis XI confirma les privilèges octroyés par ses prédécesseurs, puis, en mai 1472 à la suite de la mort de son frère Charles de France, alors que le duché de Guyenne qu'il avait recréé pour lui revenait dans les possessions royales. Saint-Émilion fut pillée pendant les guerres de religion par les deux camps.
Le patrimoine religieux de la ville fut également en grande partie détruit pendant la Révolution (Chapître, Collégiale et couvents). Au cours de la période de la Convention nationale (1792-1795), la commune porta le nom révolutionnaire d'Émilion-la-Montagne.

### La Jurade

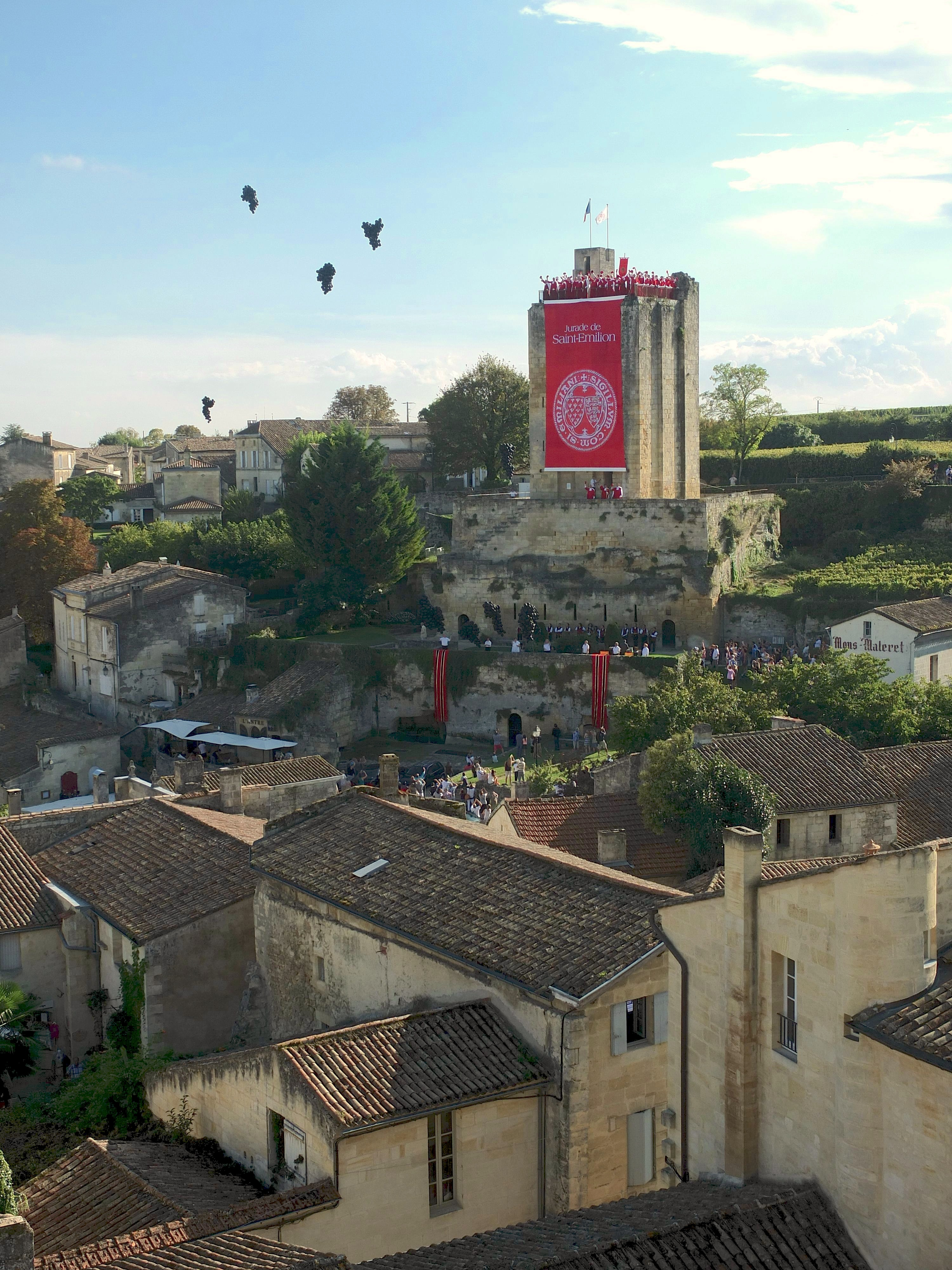
La jurade de Saint-Émilion (2014)

La Jurade fut instaurée en même temps que la commune de Semelione en 1199 par Jean sans Terre, roi d’Angleterre. Ce dernier délégua ses pouvoirs économique, politique et judiciaire, à des notables et des magistrats afin de gérer l’administration générale de la cité. En échange de ces privilèges accordés, l’Angleterre put jouir du « privilège des vins de Saint-Émilion ». Ainsi la superficie du vignoble augmenta avec la notoriété des vins. Leur qualité était soumise au contrôle de la Jurade (par le sceau du vinettier) avant transport vers l’Angleterre depuis le port de Pierrefitte sur la Dordogne.
L’autorité de la Jurade perdura jusqu’à la Révolution française en 1789.
En 1948, les viticulteurs réunis au sein du syndicat viticole ressuscitèrent la Jurade sous la forme d’une confrérie, qui devint alors l’ambassadrice des vins de Saint-Émilion à travers le monde, avec pour ambition de garantir l’authenticité et la qualité de ses vins.
La Jurade est ainsi porteuse de la notoriété des appellations, et organise chaque année la Fête de Printemps en juin et le Ban des vendanges en septembre.
Lors de ces manifestations, les membres de la Jurade défilent dans la cité, vêtus de la robe rouge traditionnelle, rappelant la toute-puissante Jurade des siècles passés.
En juin comme en septembre, après avoir assisté à la messe, les jurats se rendent dans le cloître de l’église collégiale ou dans l’église monolithe pour procéder aux intronisations. Puis, après le déjeuner, ils se rendent en procession à la Tour du Roy, du sommet de laquelle ils proclament solennellement le ban des vendanges ou  En juin, la Jurade procèdent au Jugement du vin nouveau, destiné à en prédire les qualités (celui tiré de la récolte précédente). La Jurade est devenue l’emblème de la viticulture saint-émilionnaise.
Elle est composée de 140 jurats, elle est administrée par le conseil de la jurade qui compte 12 membres dont le 1er jurat, le clerc, le grand argentier, le grand vinetier, le marguillier (maître de cérémonie).

## Politique et administration

### Administration municipale
| Période                                  | Période  | Identité          | Étiquette     | Qualité                                                                  |
| ---------------------------------------- | -------- | ----------------- | ------------- | ------------------------------------------------------------------------ |
| 1945                                     | 1967     | Élie Janaillac    |               | Boulanger Décédé en fonction                                             |
|                                          |          |                   |               |                                                                          |
| 1970                                     | 1988     | Marcel Vauthier   | FN            | Exploitant agricole, conseiller régional (1986-1992) démissionnaire      |
| 1988                                     | 2007     | Jacques Goudineau |               | Viticulteur                                                              |
| juillet 2007                             | En cours | Bernard Lauret    | PR puis Modem | Salarié agricole Président de la communauté de communes de Saint-Émilion |
| Les données manquantes sont à compléter. |          |                   |               |                                                                          |

## Population et société

### Démographie
| 1793  | 1800  | 1806  | 1821  | 1831  | 1836  | 1841  | 1846  | 1851  |
| ----- | ----- | ----- | ----- | ----- | ----- | ----- | ----- | ----- |
| 2 932 | 2 761 | 2 942 | 3 004 | 3 068 | 3 013 | 2 722 | 2 900 | 2 828 |

| 1856  | 1861  | 1866  | 1872  | 1876  | 1881  | 1886  | 1891  | 1896  |
| ----- | ----- | ----- | ----- | ----- | ----- | ----- | ----- | ----- |
| 2 802 | 3 014 | 3 019 | 3 059 | 3 112 | 3 034 | 3 155 | 3 233 | 3 442 |

| 1901  | 1906  | 1911  | 1921  | 1926  | 1931  | 1936  | 1946  | 1954  |
| ----- | ----- | ----- | ----- | ----- | ----- | ----- | ----- | ----- |
| 3 392 | 3 546 | 3 408 | 3 165 | 3 321 | 3 367 | 3 370 | 3 232 | 3 253 |

| 1962  | 1968  | 1975  | 1982  | 1990  | 1999  | 2006  | 2007  | 2012  |
| ----- | ----- | ----- | ----- | ----- | ----- | ----- | ----- | ----- |
| 3 471 | 3 403 | 3 323 | 3 010 | 2 799 | 2 345 | 2 124 | 2 090 | 1 931 |

| 2017  | 2022  | - | - | - | - | - | - | - |
| ----- | ----- | - | - | - | - | - | - | - |
| 1 874 | 1 689 | - | - | - | - | - | - | - |

### Manifestations culturelles et festivités
- Fête de Printemps/d’Automne de la jurade de Saint-Émilion
- Nuit du Patrimoine
- Festival Philosophia
- Festival du jazz
- Les grandes heures de Saint-Émilion : concerts, dégustations dans des châteaux
- Biotope Festival[51],[52]
- Portes ouvertes des châteaux début mai
- Fête du saint Émilion

Des visites et promenades, seul ou accompagné d’un guide de l’office de tourisme :
- Vignoble, châteaux ;
- Randonnées ;
- Boucles cyclables ;
- Visites libres ou guidées de la ville, des monuments, Circuits audioguidés dans la juridiction.

## Économie
Saint-Émilion est fortement marquée par l’activité agricole, et plus particulièrement viticole. Le poids de ce secteur est au-dessus de la moyenne de l’arrondissement du Libournais : il atteint 62 % contre 39 % à l’échelle du Libournais.
Le secteur de la construction représente une part assez faible de l'activité économique (2,6 % pour l’ensemble de la juridiction) ce qui freine l’installation des activités autres que celles liées au secteur agricole ou aux secteurs du tourisme et du négoce qui lui sont associés.
C’est de la diversité des terroirs que naît la diversité des vins de Saint-Émilion. Sur l’ensemble des huit communes de l’appellation, ce sont près de 5 200 hectares de vignes qui produisent chaque année le précieux nectar.
Les cépages utilisés en 1784 étaient au nombre de 34 pour les noirs et 29 pour les blancs. Aujourd’hui 3 cépages, bien connus, sont à l’honneur : le merlot, qui prédomine dans 60 à 70 % de la production, le cabernet franc et le cabernet sauvignon, tous trois destinés, en assemblage, à la production des vins rouges.

## Culture locale et patrimoine

### Spécialité culinaire
- Macaron de Saint-Émilion

### Lieux et monuments
Les monuments de la cité témoignent de cette vie spirituelle, commerçante et viticole riche dans et en dehors de la cité. Les ruelles escarpées (appelées tertres ou escalettes) permettent de découvrir un village étalé en forme d’amphithéâtre sur le versant sud du plateau calcaire ; de celui-ci furent extraites toutes les pierres ayant servi à la construction des maisons, remparts, églises et monastères au long des siècles. La partie souterraine du village présente autant de témoignages du passé que sa partie construite, en particulier l’église monolithe.
- L'ermitage de Saint-Émilion
- Les chapelles :
  - chapelle de la Trinité (début de l'art gothique) classée  monument historique en 1889[54]
  - chapelle du Chapitre (XIIIe siècle) classée MH en 1964[55]
  - chapelle de la Madeleine inscrite MH en 1965[56].
- L'église monolithe : connue pour être la seconde plus grande église monolithe au monde, la flèche de son clocher culmine à 68 mètres. Elle est classée monument historique en 1883[57].
- L'église collégiale et son cloître, classés monuments historiques en 1840[58]. La collégiale contient un orgue construit en 1892 par Gabriel Cavaillé-Coll. Il est inauguré le 9 juillet 1893 par le baron d'Etcheverry. La partie instrumentale de l'orgue est classée monument historique le 1er juillet 1992[59]. En 2014, l'orgue est restauré par Bertrand Cattiaux, et 19 avril 2015 l'orgue est béni par Laurent Dognien et inauguré par Pierre Pincemaille[60],[61].
- Le cloître des Cordeliers avec les ruines de l'église et du cloître (XIVe – XVe siècle), classés monuments historiques en 2005[62].
- La tour du Roy ou château du Roi est un donjon-citadelle édifié en 1237 sur ordre d'Henri III, roi d'Angleterre et duc d'Aquitaine. Il s'agit du seul donjon de style roman en Gironde encore visible. Il s'élève sur deux étages au-dessus d'une cavité souterraine qui permet d'y accéder et de surplomber la cité médiévale de Saint-Émilion, inscrite au patrimoine mondial de l'humanité de l'UNESCO. Ce donjon carré a abrité l'Hôtel de ville jusqu'en 1608. C'est du haut de cette tour que la jurade de Saint-Émilion proclame le troisième dimanche de juin le jugement du vin nouveau et le troisième dimanche du mois de septembre le ban des vendanges. Classé monument historique en 1886[63].
- D’autres monuments protégés par les monuments historiques sont aussi à découvrir : 
  - l'ancien Doyenné[64],
  - le palais des Archevêques[65],
  - l'église du couvent des Dominicains[66],
  - l'église Saint-Martin de Mazerat[67]. L'édifice a été classé au titre des monuments historiques en 1920[67],
  - la porte de la Cadène[68],
  - les remparts[69],
  - la maison Gothique, rue Guadet[70],
  - le Logis de Malet[71],
  - le villa gallo-romaine du Palat[72].
- Les catacombes : Il est très difficile de dater les monuments souterrains pour la bonne raison que chaque nouvel aménagement détruit irrémédiablement l'état antérieur (on creuse au lieu de construire par-dessus). Il n'est donc pas possible de dire à quel moment les catacombes ont commencé à servir de cimetière, ni si le monument a été creusé en une seule fois. La coupole sous laquelle on se trouve en entrant est à la base un puits qui s'ouvrait sur la place et dont les parois abritent une galerie-escalier circulaire. La tradition a fait de cette ouverture celle d'un charnier, alors qu'il s'agissait d'une chapelle funéraire. Un bas-relief représente une scène de la Résurrection des morts : trois personnages, les bras étendus pour que leurs mains se touchent, sortent de leur cercueil et semblent attirés vers la lumière[73].
- Vignoble de Saint-Émilion.

Inscription au patrimoine mondial de l’UNESCO
La Juridiction de Saint-Émilion est inscrite depuis le 5 décembre 1999 sur la liste du patrimoine mondial au titre des paysages culturels. La justification d’inscription de la Juridiction porte sur deux critères essentiels :
Critère III : « La juridiction de Saint-Émilion est un exemple remarquable d’un paysage viticole historique qui a survécu intact et est en activité de nos jours ».
Critère IV : « La juridiction de Saint-Émilion illustre de manière exceptionnelle la culture intensive de la vigne à vin dans une région délimitée avec précision ».
Depuis le 4 octobre 2007, une zone de protection du patrimoine architectural et urbain et paysager (ZPPAUP) couvre l’ensemble du territoire afin de conserver au mieux l’unité architecturale et paysagère de la juridiction.

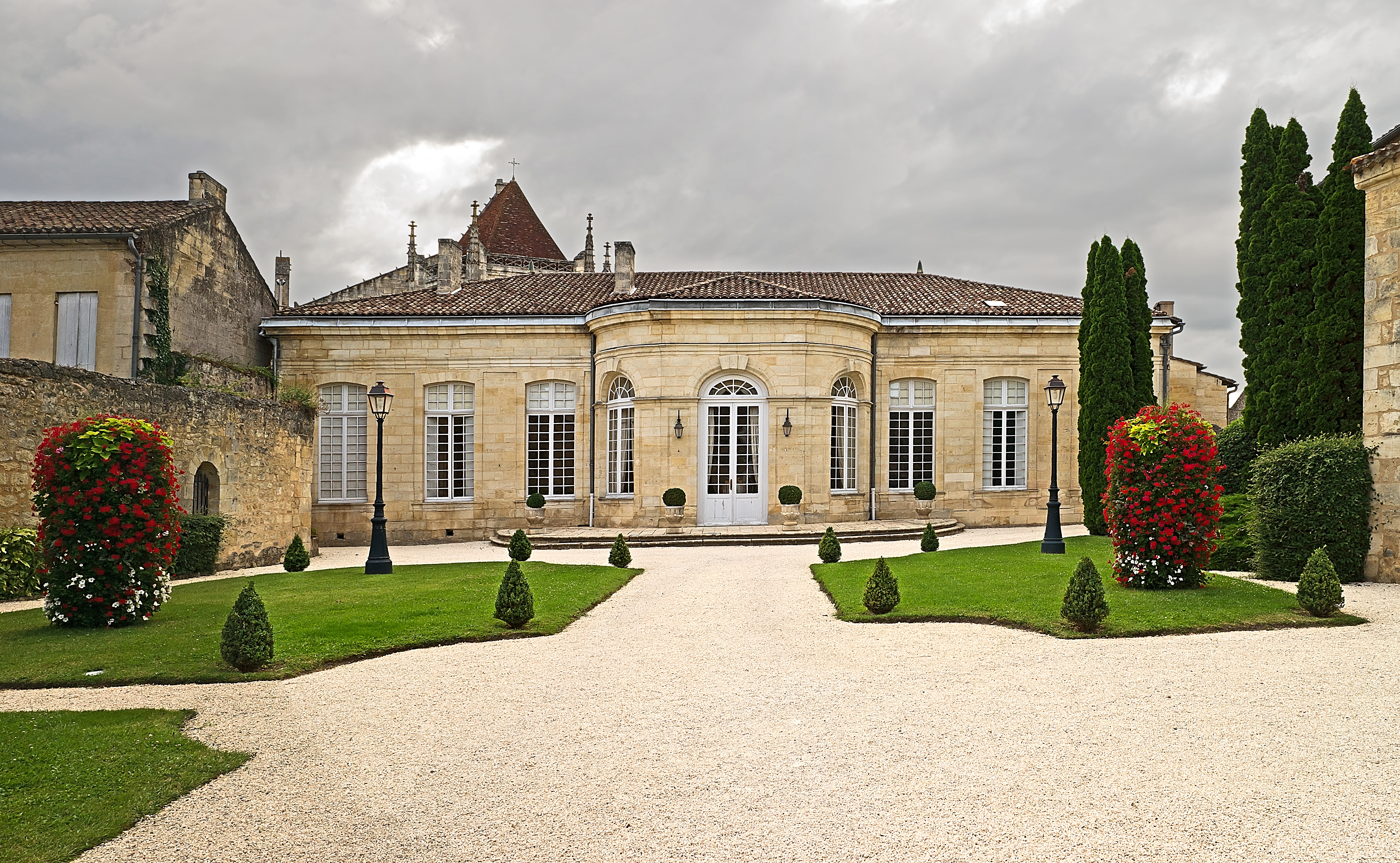
Hôtel de ville.
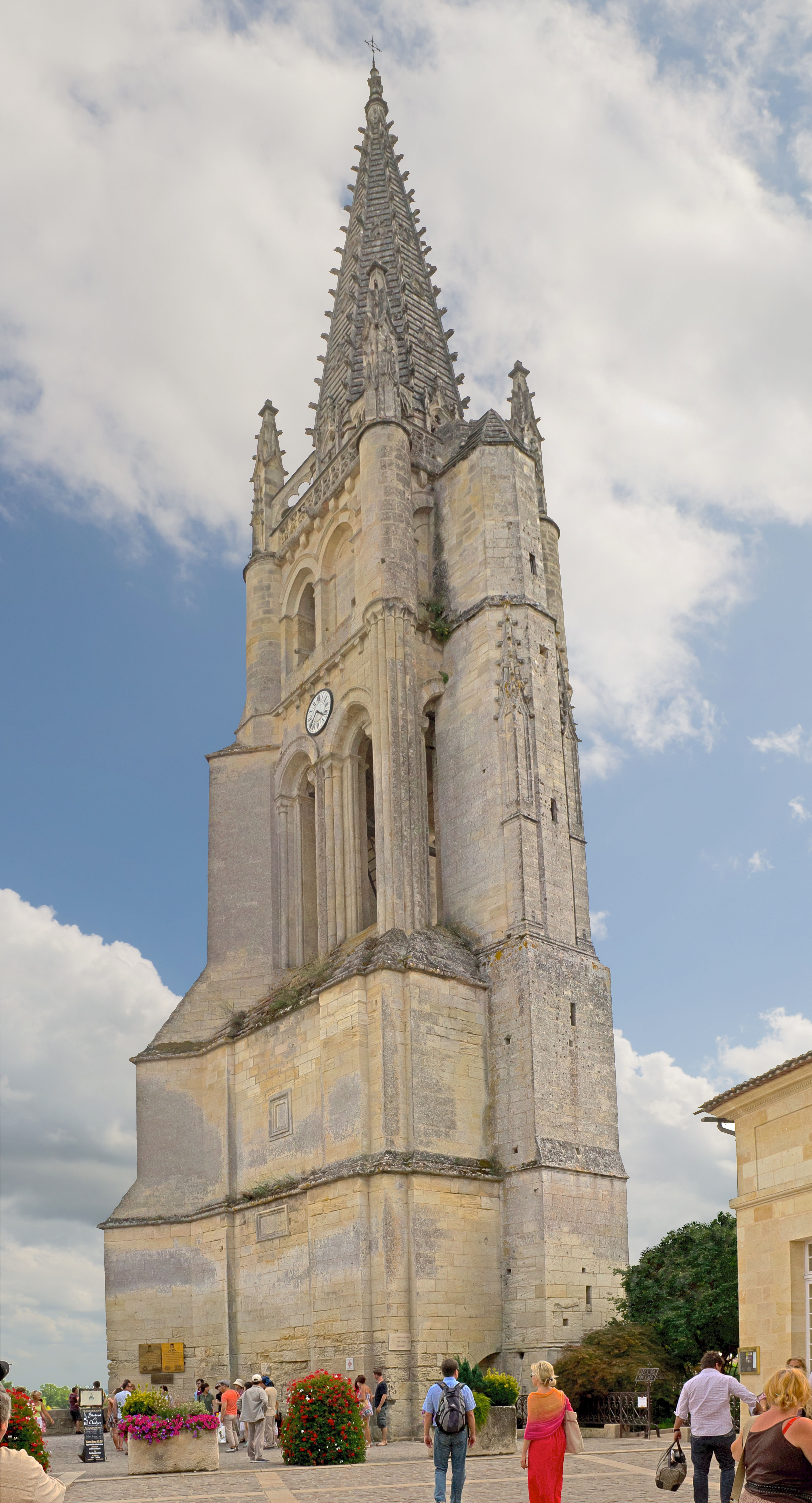
Clocher de l'église monoli- the.
Église monoli- the.
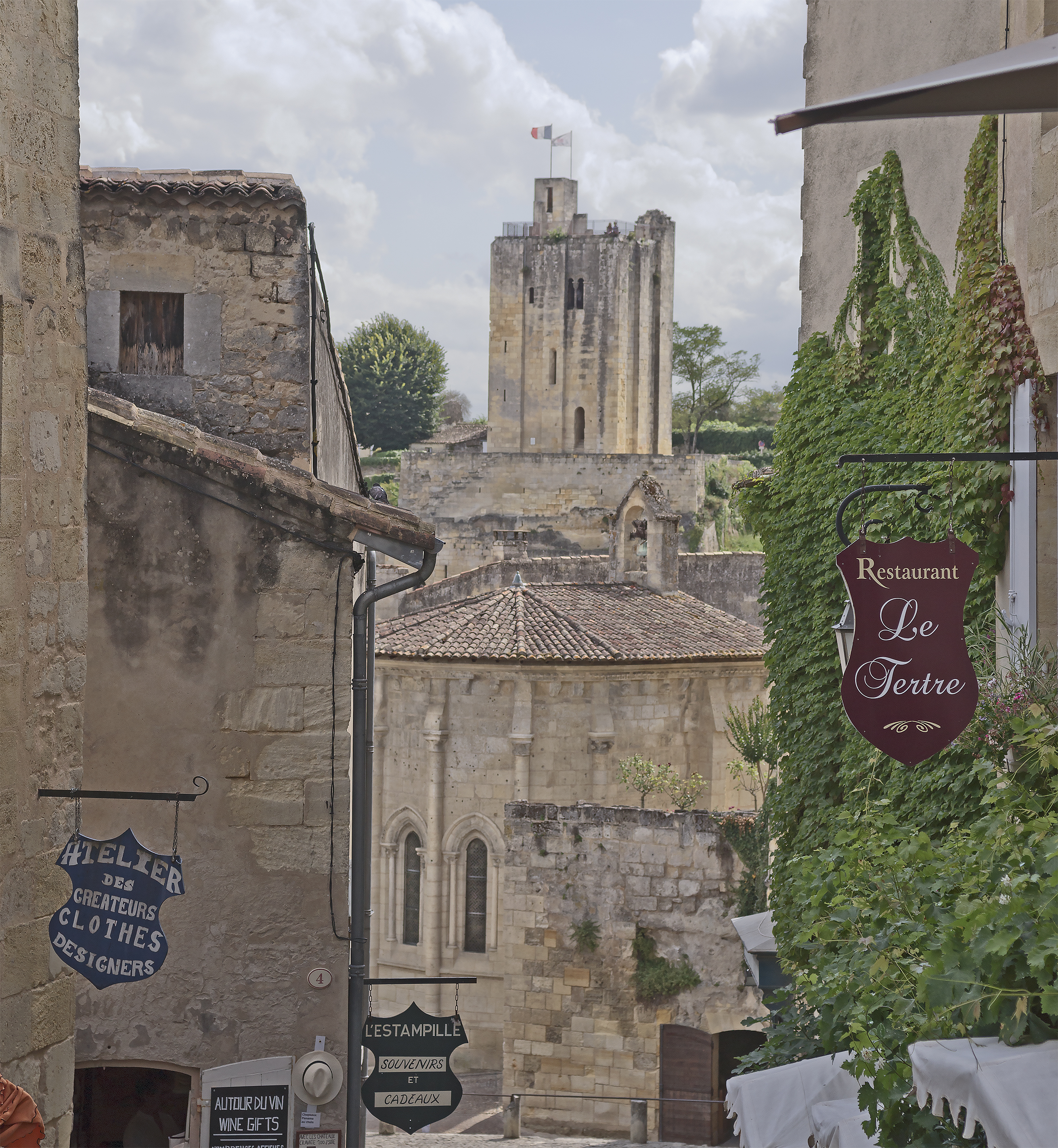
La chapelle de la Trinité.
Portail.
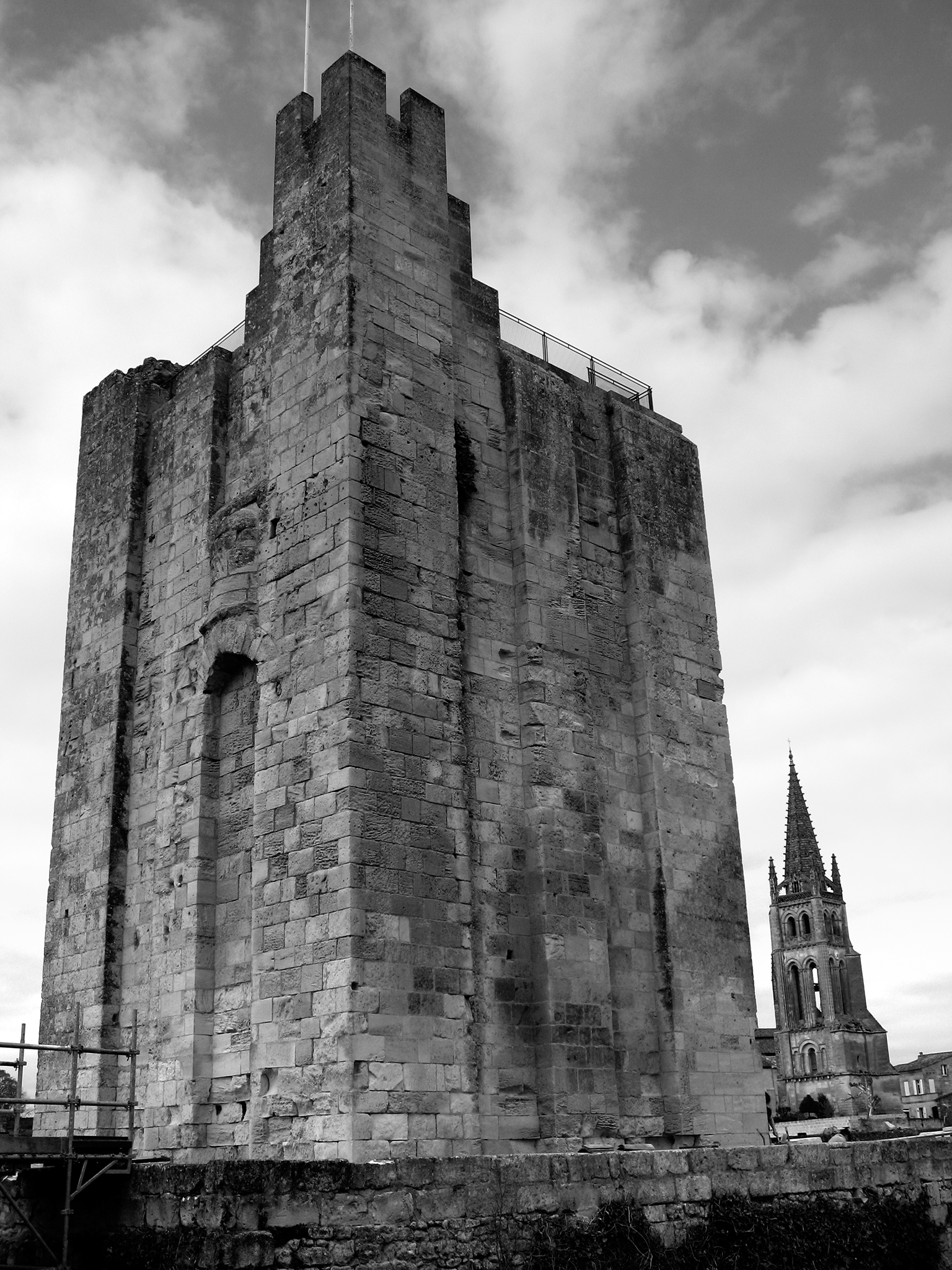
Tour.
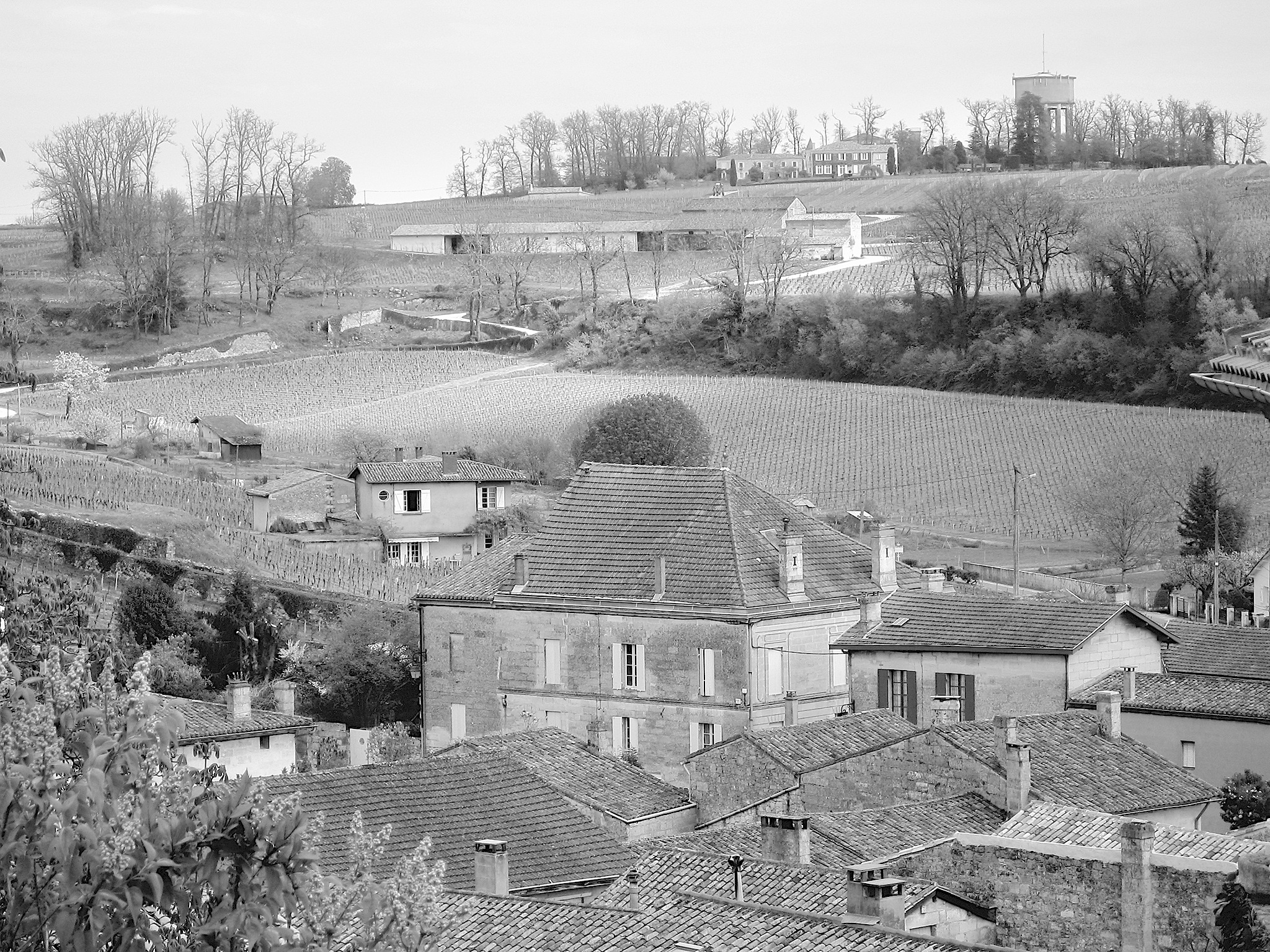
Coteaux environnants.
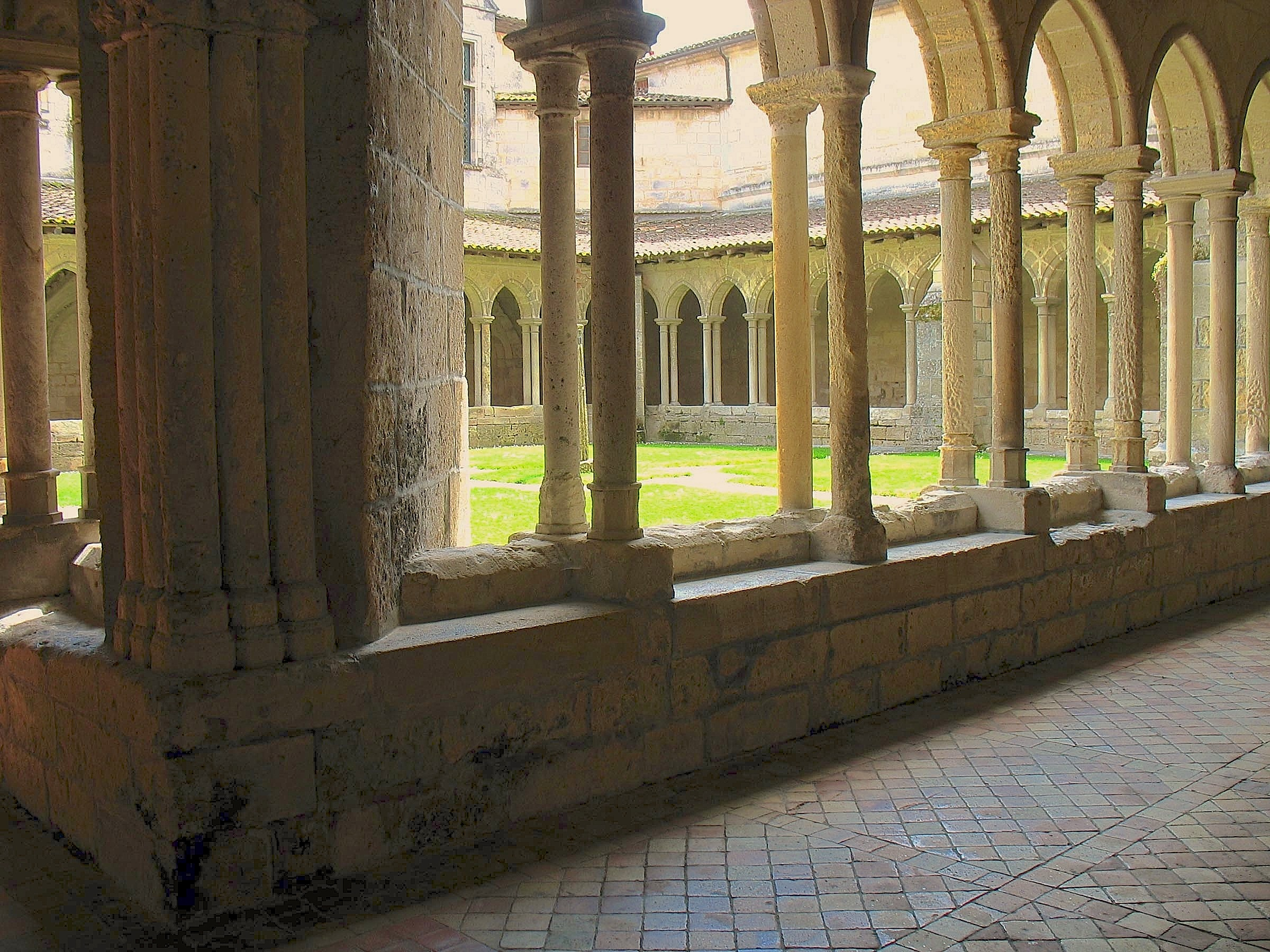
Le cloître.
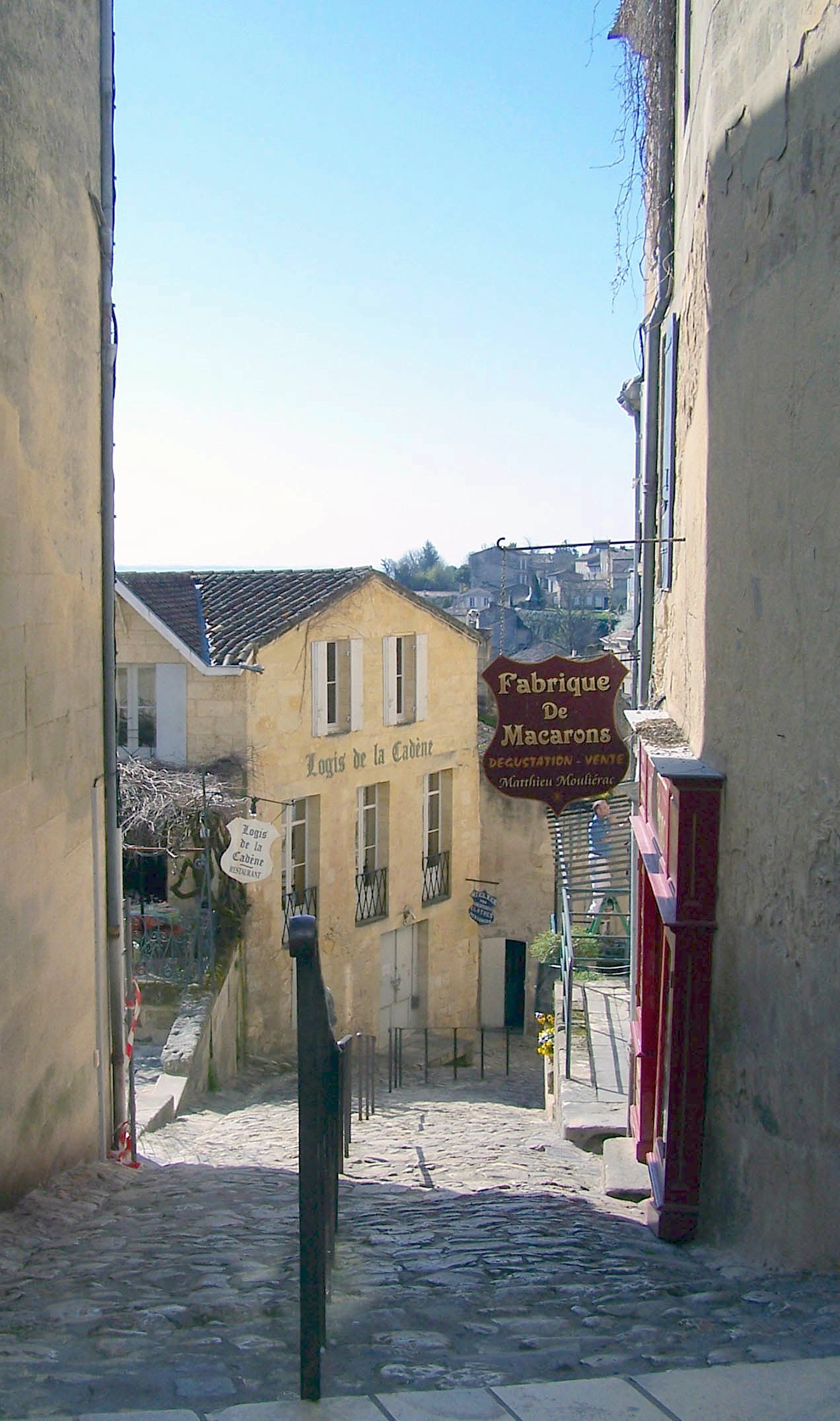
Ruelle.
Vue depuis l'église monolithe.
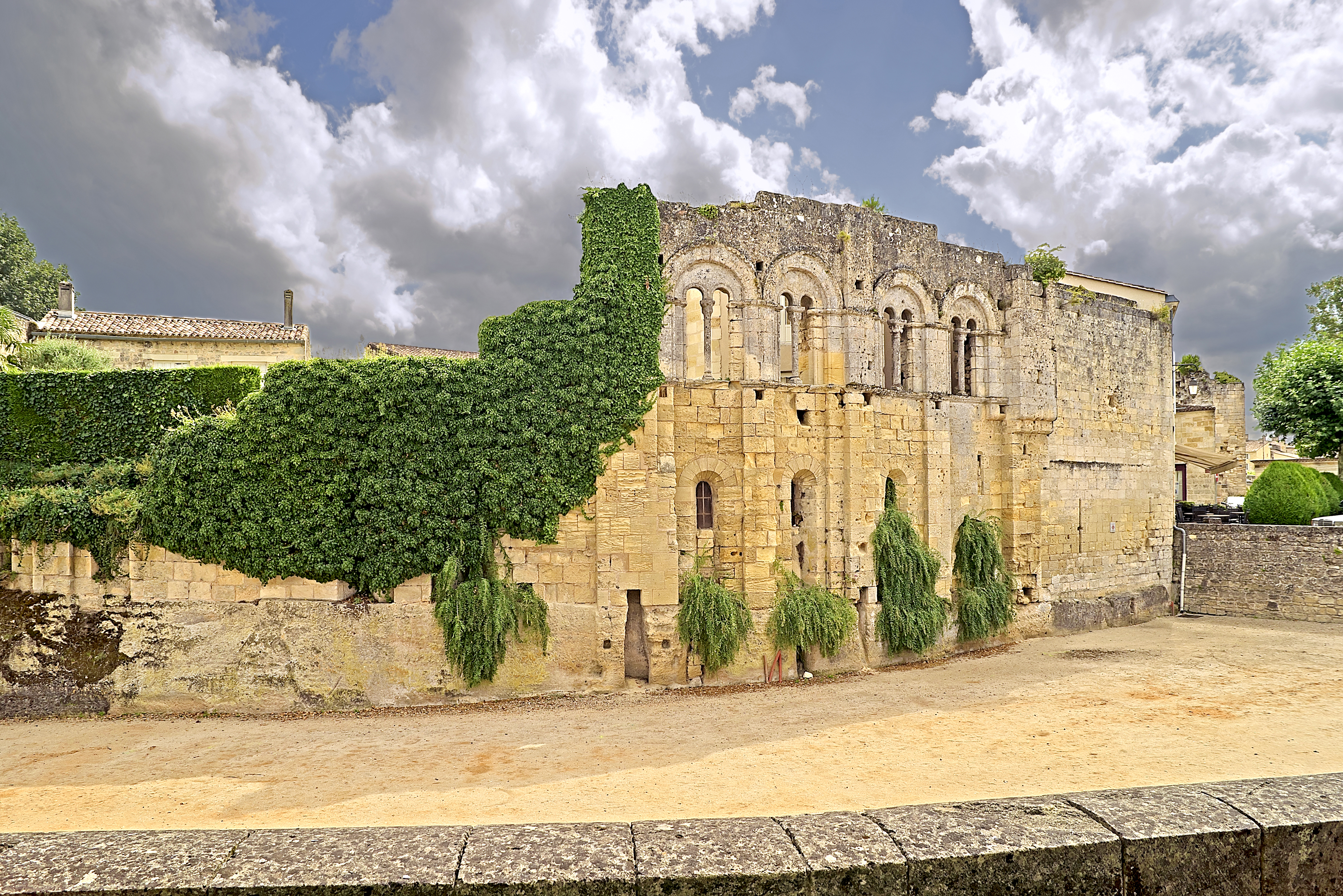
Palais Cardinal.
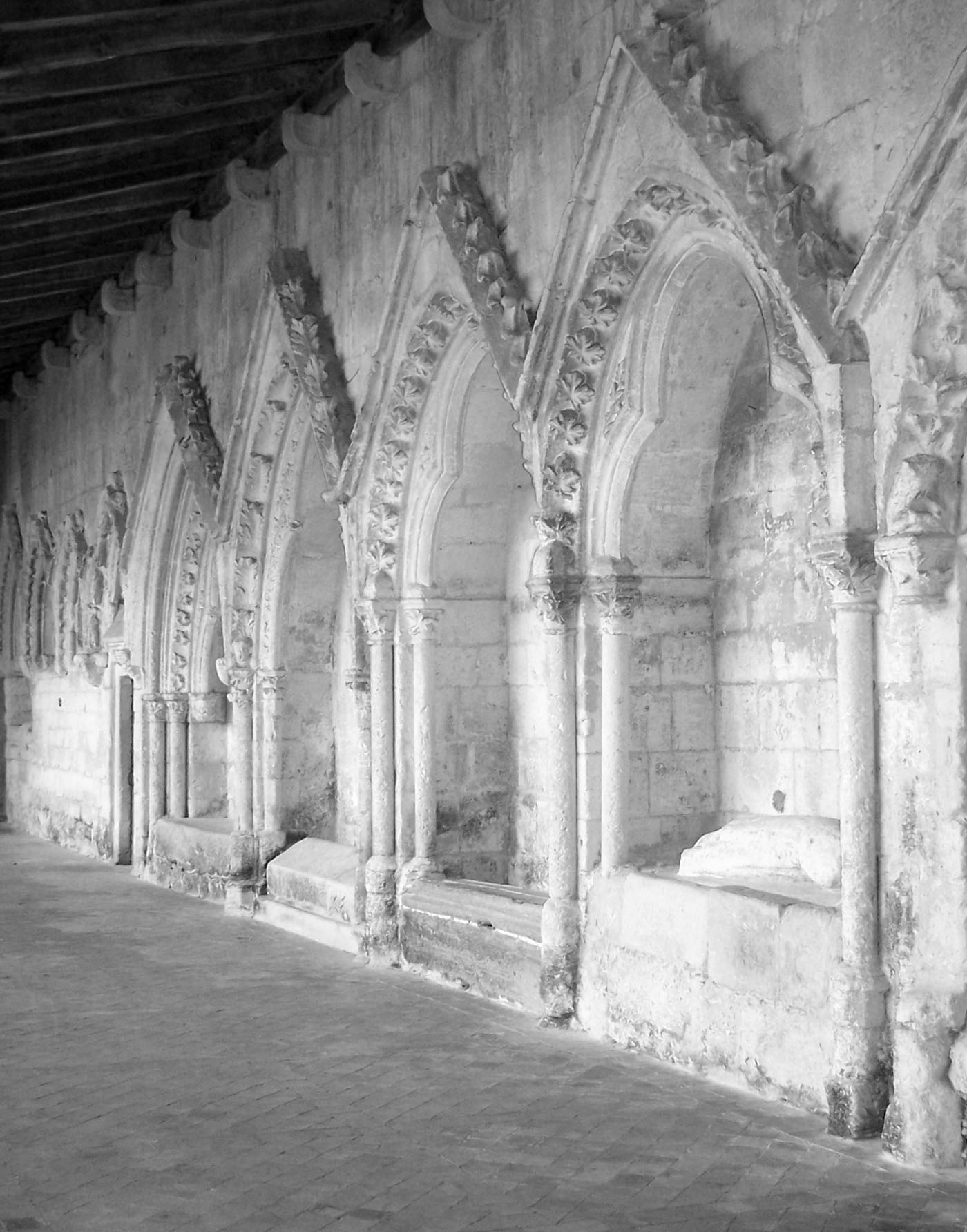
Cloître de l'église collégiale.
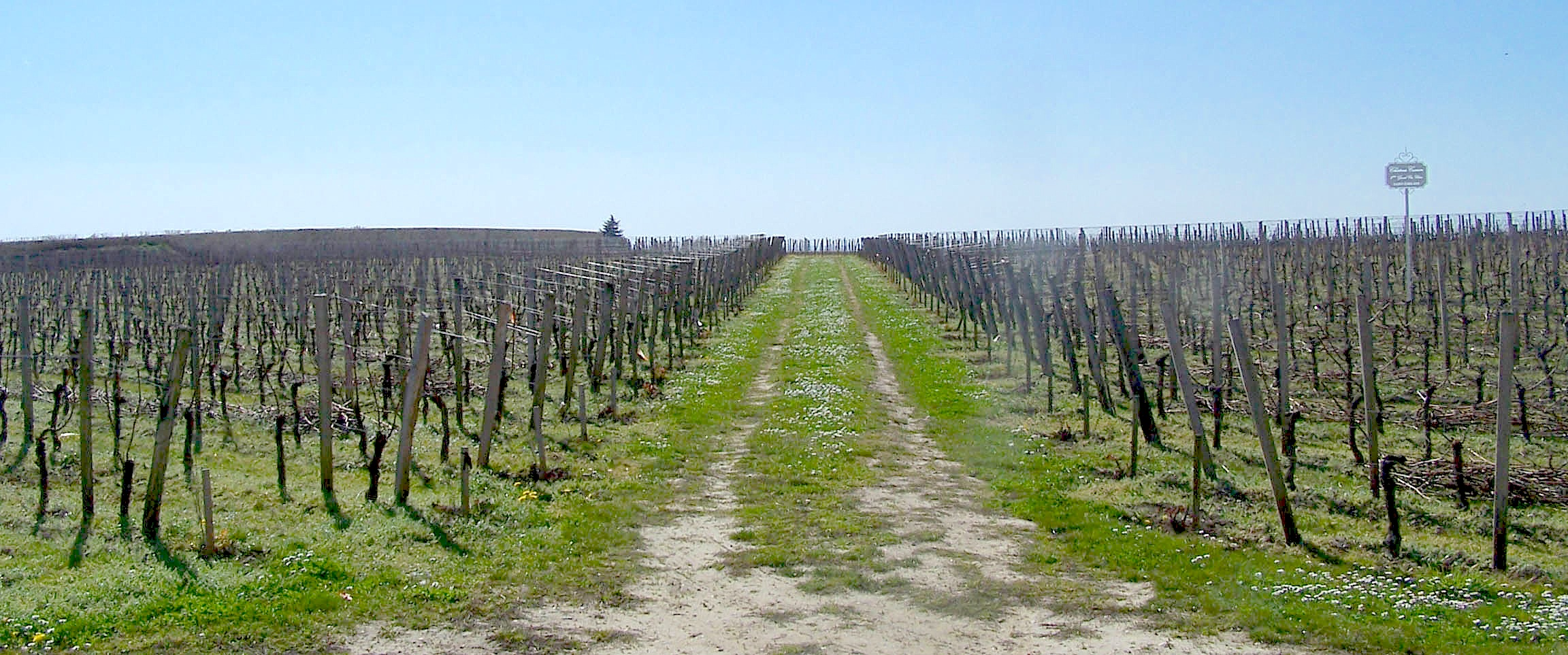
Vignes du château Canon.
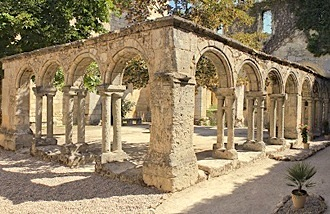
Le cloître des Cordeliers.
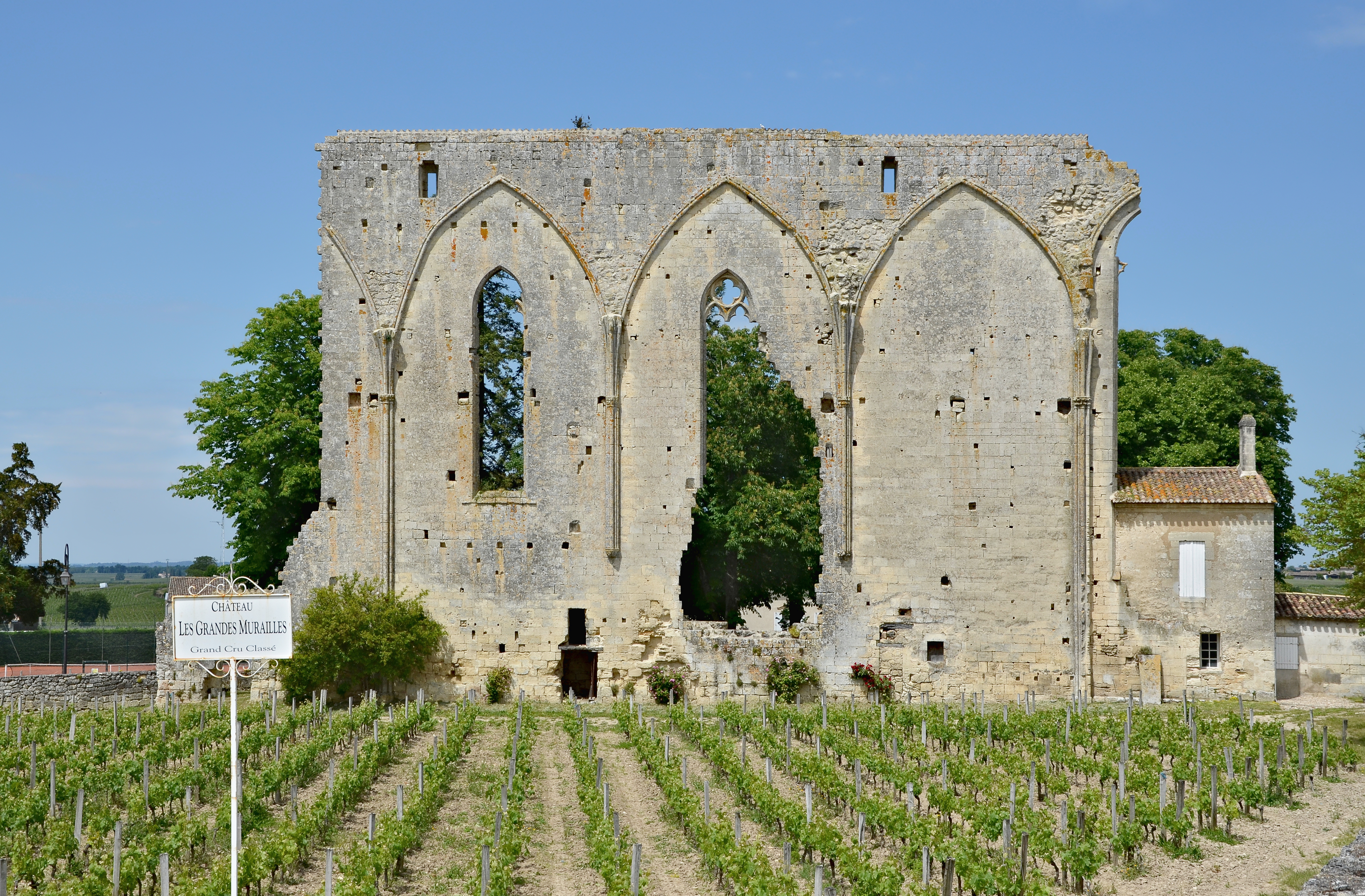
Vestiges de l'ancienne église du couvent des Dominicains.
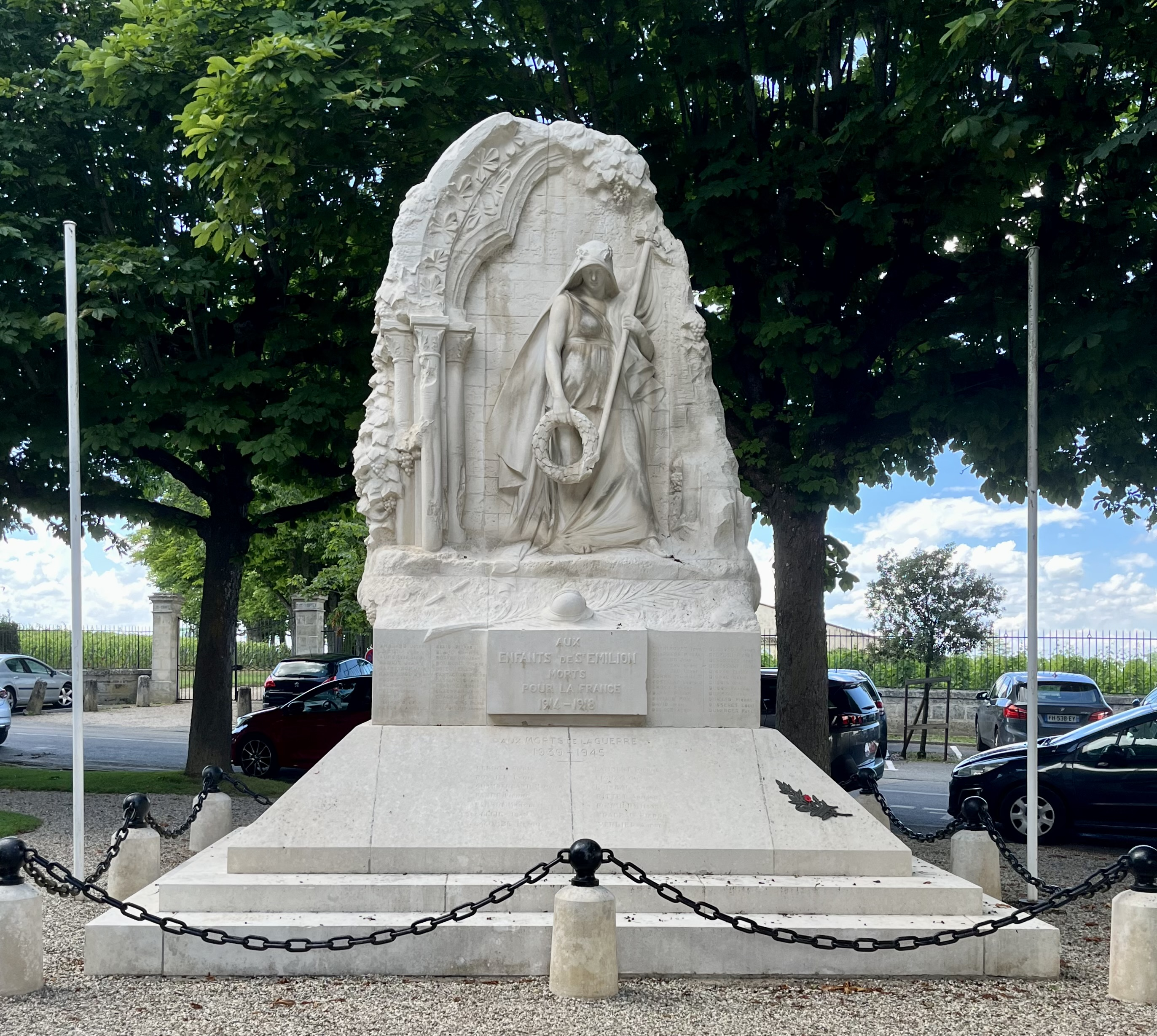
Le monument aux morts.

### Personnalités liées à la commune

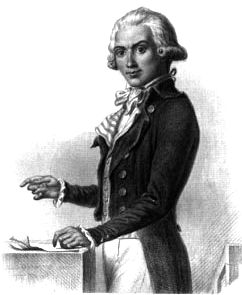
Élie Guadet.

- Philippe Etchebest (1966-), ancien chef cuisinier de l'Hostellerie de Plaisance à Saint-Émilion.
- Maurice Goudichaud (1889-1952), industriel né et mort dans la commune.
- La famille Guadet, vieille famille de Saint-Émilion, dont :
  - Élie Guadet (1758-1794), girondin, né à Saint-Émilion ;
  - Joseph Guadet (1795-1880), historien, né et mort dans la commune.
- Pierre Guillier (1852-1927), homme politique français mort dans la commune.
- Pierre Meyrat (1916-1969), pilote automobile français sur circuits, mort dans la commune.
- Éric Rabesandratana (1972-), footballeur[réf. nécessaire].
- Paul-Victor de Seze (1754-1830), médecin, recteur et homme politique né à Saint-Émilion, député du tiers état aux Etats Généraux de 1789.

### Héraldique
| Blason de Saint-Émilion | Blason  | De gueules au château de trois tours d'argent, maçonné de sable, ouvert et ajouré du champ, surmonté d'un léopard d'or tenant dans sa dextre un glaive d'argent, le château accosté des lettres onciales S à dextre et E à senestre du même ; au chef d'azur semé de fleurs de lis d'or, à saint Émilion de carnation, vêtu d'or, issant de la partition, tenant dans sa dextre une crosse contournée d'or et dans sa senestre un livre du même. |
| Blason de Saint-Émilion | Détails | Adopté par la municipalité le 2 septembre 1928. |